# Tè nero

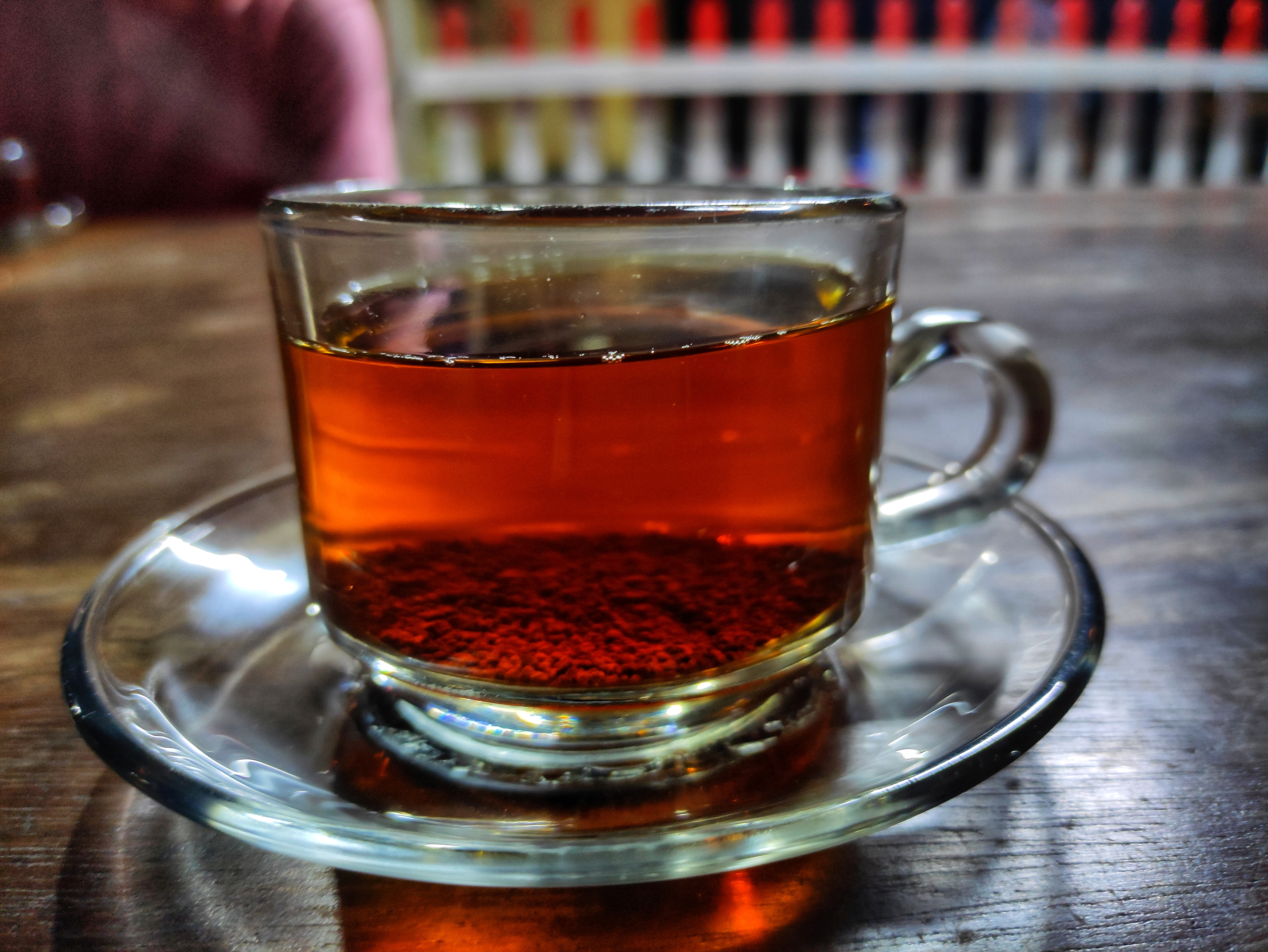
Un bicchiere di tè nero

Il tè nero, chiamato in Cina tè rosso (红茶S, hóngcháP), è un tipo di tè composto da foglie ossidate della pianta Camellia sinensis.
Le foglie del tè nero, dopo essere state raccolte e fatte macerare, vengono essiccate, arrotolate e tritate. Questo processo porta all'ossidazione del tè, reazione che invece non avviene nel processo di lavorazione del tè verde (tè non ossidato), o è solo parziale nelle altre varietà. Mentre il tè verde di solito perde il suo sapore entro un anno, il tè nero conserva il suo sapore per diversi anni. Per questo motivo, è stato a lungo un bene di scambio e, nel XIX secolo, i mattoni compressi di tè nero sono stati addirittura una forma di valuta in Mongolia, Tibet e Siberia.

## Lavorazione
Dopo la raccolta le foglie di tè nero sono prima essiccate, poi vengono arrotolate su se stesse; essiccate di nuovo e macerate. I ripetuti passaggi sminuzzano le foglie e liberano alcuni enzimi, tra cui la polifenolossidasi. La fase successiva è la fermentazione: da mezz'ora a due ore a circa 30 °C.
Per finire un'ulteriore essiccazione che distrugge gli enzimi, blocca i processi fermentativi e stabilizza il tè nero.
L'umidità viene portata a valori inferiori al 5% e al tè nero viene conferito il suo colore scuro e il suo aroma caratteristico.

## Varietà
La più pregiata varietà è il tè pecko, formato con l'utilizzo di germogli e foglioline giovani.
Una maggiore percentuale di foglie integre si configura in una miglior qualità del prodotto finale.

## Proprietà
La percentuale di caffeina del tè nero è la maggiore tra i vari tipi di tè. Una tazza di tè nero infuso per circa 5 minuti, contiene da 40 a 100 mg di caffeina. Un normale caffè espresso ne contiene circa 80 mg. La durata dell'infusione è essenziale sia per modificare l'aroma dell'infuso, sia per solubilizzare adeguatamente la caffeina e i tannini.

## Fisiologia
Il tè nero è ricco di teofillina che viene usata nella terapia dell'asma e della bronchite.
È presente inoltre, anche se in percentuali estremamente limitate, la teobromina, un alcaloide tipico del cacao.
La presenza di questi principi attivi conferisce al tè nero proprietà stimolanti, eccitanti e diuretiche.
Anche se in percentuale inferiore al tè verde, il tè nero contiene polifenoli e tannini.